# Maks Łazerson
Maks Łazerson (łot. Maks Lazersons; ur. 1887 w Mitawie, zm. 1951 w USA) – żydowski prawnik i filozof, poseł na Sejm Republiki Łotewskiej I i III kadencji (1922–1925, 1928–1931).

## Życiorys
W 1916 ukończył studia na Wydziale Prawa Uniwersytetu Petersburskiego. W 1917 podjął pracę w Ministerstwie Spraw Wewnętrznych Rządu Tymczasowego. W 1920 znalazł się ponownie na Łotwie, gdzie związał się z ruchem Cejrej-Cion. Wykładał w Szkole Handlowej oraz rosyjskiej uczelni w Rydze. W 1922 uzyskał mandat posła na Sejm, który sprawował do 1925. Ponownie wybrany w 1928 (do 1931). W 1934 opuścił Łotwę i wyjechał do Palestyny, gdzie wykładał w Szkole Prawa i Ekonomii w Tel Awiwie. Później przebywał w USA. Pracował w Departamencie Sprawiedliwości oraz wykładał prawo międzynarodowe publiczne na Uniwersytecie Columbia.

## Wybrane publikacje
- Rewolucja i prawo (1926)
- Ogólna teoria prawa (1930)
- Mandat, konstytucja i Rada Prawodawcza Palestyny (1936)
- Filozofia prawa Majomonidesa (1939)
- Rosja i Świat Zachodu (1945)